# 2 Półbrygada Polska

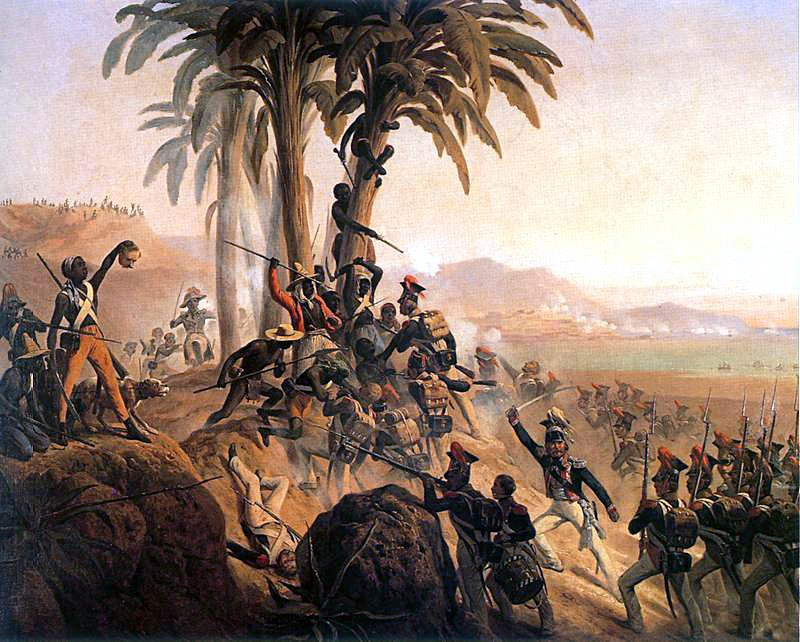
January Suchodolski: Bitwa na San Domingo

2 Półbrygada Polska – polska formacja wojskowa w służbie francuskiej.

## Formowanie i zmiany organizacyjne
Na podstawie decyzji Pierwszego Konsula, w połowie listopada 1801 postanowiono z legionistów utworzyć trzy półbrygady liniowe.
22 listopada 1801 odbyła się konferencja generała Dąbrowskiego z generałem Vignolle. Ustalono, że będzie się każdą z legii (Włoską i Naddunajską) reorganizować odrębnie, wzmacniając najsłabszymi batalionami pozostałe. 4 grudnia 1801 w Modenie zebrano I, II i III batalion, w Reggio IV,V i VII. VI batalion i artylerii zostały rozparcelowane.
Na początku 1803 2 Półbrygada jako 114 Półbrygada Liniowa wyjechała na San Domingo tłumić rewolucję. Z wyprawy wróciło niewielu żołnierzy.

## Struktura organizacyjna
Dowództwo
- I batalion – Kazimierz Małachowski
- II batalion – Ignacy Jasiński
- III batalion – Ignacy Zawadzki